# Chūō-ku (Fukuoka)
Chūō-ku (中央区?) è uno dei sette quartieri amministrativi della città di Fukuoka, in Giappone.